# Динамит (группа)
«Динамит» — российская поп-группа, известная по песням: «Красивые слова», «Я не забуду», «Которая была с тобой», «Моя Ми», «Что случилось», «Никому, ни за что, никогда» и др. Просуществовала с 1999 по 2010 годы и воссоединилась с 2025 года по настоящее время. Продюсером в одно время был Юрий Айзеншпис.

## История 1999-2010
Предложение Айзеншпису создать «мальчиковую» группу с тремя вокалистами поступило от Зудина, сочинского диджея, приехавшего в 1998 году в Москву, и продюсер согласился. До этого Илья Зудин написал несколько песен для известных тогда артистов. В своё время он учился в Сочинском музыкальном училище.
Вскоре в формирующийся проект влился Леонид Нерушенко. Третьим участником стал Илья Дуров. Будучи родом из Иваново, Илья Дуров, как и его тёзка, имел музыкальный опыт — он пел в детском эстрадном ансамбле, потом поступил в Московский областной институт культуры: там он учился вокалу. Однажды по ТВ Илья услышал объявление о том, «что» набирается мальчиковая группа. Трио было собрано.
Первая записанная песня «Твоё тело» авторства Ильи Зудина попала на радио, а Айзеншпис придумал название Динамит.
В 2003 году группа рассталась с Леонидом Нерушенко в связи с его уходом из группы, и некоторое время в качестве третьего участника в группе работал Евгений Морозов.
В 2004 году в состав «Динамита» входил Илья Данильченко. Участники «Динамита» познакомились с Данильченко ещё в 2000 году. Позже Данила (как называют его близкие) перешёл в другую группу.
В ночь со 2 на 3 сентября 2005 года Леонид Нерушенко погиб в ДТП, менее чем через 3 недели умер Юрий Айзеншпис. После смерти продюсера группа выпустила альбом «До весны...», но затем их творческая активность резко снизилась.
В 2010 году Илья Зудин и Илья Дуров приняли решение приостановить совместную деятельность.

## 2025 — настоящее время
7 декабря 2024 года участники группы Динамит, Илья Зудин и Илья Дуров выступили вместе на «Супердискотеке 90-х» спустя много лет.
3 марта 2025 года группа «Динамит» объявила о долгожданном поклонниками воссоединении и сообщила о концерте в Москве, который состоялся в клубе Magnus Locus, 10 мая.
18 июня 2025 года, стало известно, что группа приняла участие во втором сезоне музыкального проекта «ВИА Суперстар», телеверсию которого покажут в сентябре на канале НТВ.
27 июня 2025 года состоялся релиз новой версии одного из супер-хитов группы «Красивые слова», ремикс был выпущен в сотрудничестве с TANCUI.
18 июля 2025 года, на всех цифровых площадках состоялся релиз абсолютно нового сингла группы «Научи меня летать».

## Дискография
- 2001 — Куда уж лучше!..
- 2002 — Красивые слова
- 2003 — Я не забуду
- 2005 — До весны...

## EP (Мини-альбомы)
2006 — Направление Юг 

## Синглы
2025 — Красивые глаза (TANCUI Remix)
2025 — Научи меня летать
2025 — Если бы я был твоим ангелом